# Deportivo La Coruña (szachy)
Deportivo La Coruña – funkcjonujący w latach 1965–1992 klub szachowy, sekcja Deportivo La Coruña.

## Historia
Sekcja powstała w listopadzie 1965 roku. Jej zawodnikami na początku istnienia byli m.in. Domingos Merino i Jesús Díez del Corral. W 1966 roku zespół zadebiutował w Primera División, zajmując wówczas piąte miejsce w lidze. Sezon 1968 szachiści klubu zakończyli na trzecim miejscu, ulegając jedynie Schweppesowi Madryt i CA Español. W składzie drużyny znajdowali się wówczas Fernando Prada, Domingos Merino, Venancio Carro, Emiliano Prada i Luis Martínez. W 1971 roku zespół zajął piąte miejsce w mistrzostwach, po czym wycofał się z rozgrywek na szczeblu krajowym. Sekcja została rozwiązana w 1992 roku.